# Tuân Lâm Phủ
Tuân Lâm Phủ (荀林父), tức Trung Hàng Hoàn tử (中行桓子) hay Trung Hàng bá (中行伯), Tuân Bá (荀伯), là vị tông chủ đầu tiên của Trung Hàng thị, một trong lục khanh nước Tấn thời Xuân Thu trong lịch sử Trung Quốc.

## Thân thế
Tổ tiên của Tuân Lâm Phủ là Nguyên Thi Am, vốn mang họ Cơ, là công tộc nước Tấn, làm đại phu thời Tấn Vũ công. Tấn Vũ công sau khi diệt nước Tuân, ban cho Nguyên Thị Ảm, đổi làm họ Tuân.
Ông nội của Tuân Lâm Phủ là Tuân Tức. Tuân Tức sinh Tuân Ngao, Tuân Ngao sinh Tuân Lâm Phủ. Lúc sinh thời, Tuân Tức có công giúp Tấn Hiến công diệt hai nước Ngu, Quắc, sau Tấn Hiến công giết thế tử Cơ Thân Sinh, lập con thứ là Cơ Hề Tề làm thế tử. Tấn Hiến công lúc sắp mất giao phó Hề Tề cho Tuân Tức. Đại phu Lý Khắc không phục, đem quân tấn công vào cung giết Hề Tề. Tuân Tức lập Cơ Trác Tử lên ngôi, nhưng sau Lý Khắc lại đem quân đánh, giết cả Trác Tử và Tuân Tức.
Năm 632 TCN, công tử Trùng Nhĩ (Tấn Văn công) lên ngôi, muốn phục hồi hương hỏa cho họ Tuân, tìm thấy Tuân Lâm Phủ là cháu nội trưởng của Tuân Tức, bèn phong làm Trung Hành tướng, lập ra họ Trung Hành.
Năm 622 TCN, Tấn Tương công tổ chức lại quân đội, phong cho Tuân Lâm Phủ làm Thượng quân tá.

## Thời Tấn Linh công
Năm 621 TCN, Tấn Tương công qua đời, Triệu Thuẫn không muốn lập thế tử Di Cao, ép các triều thần đón công tử Ung đang làm con tin ở nước Tần lên ngôi, còn Hồ Xạ Cô muốn lập công tử Lạc. Cuối cùng, tuy Hồ Xạ Cô bị đuổi nhưng Triệu Thuẫn lại sợ uy tín của Mục Doanh (mẹ Di Cao), nên lập Di Cao lên ngôi, tức Tấn Linh công, cho Tiên Khắc thay vào vị trí Trung quân tá, rồi đặt phục binh cản trở công tử Ung về nước.
Hành động của Triệu Thuẫn làm nảy sinh mâu thuẫn trong nội bộ nước Tấn. Các tướng Tiên Miệt, Sĩ Hội phản đối, chạy sang Tần. Các tướng Cơ Trịnh Phủ, Sĩ Cốc, Lương Ích Nhĩ, Khoái Khắc nổi loạn, giết chết Tiên Khắc, bị Triệu Thuẫn giết chết. Tuân Lâm Phủ vốn thân cận với Triệu Thuẫn nên được bổ nhiệm làm Trung quân tá thay Tiên Khắc.
Năm 615 TCN, Triệu Thuẫn sai Tuân Lâm Phủ sang Tần, khuyên Tiên Miệt và Sĩ Hội về nước, giảng hòa và phong Đại phu.

## Chiến tranh với Sở
Năm 600 TCN, Sở Trang vương đánh Trịnh, Tấn Thành công sai Tuân Lâm Phủ đánh thuộc quốc của Sở là nước Trần để cứu Trịnh, nhân đó đánh luôn cả Sở. Tuân Lâm Phủ đánh bại quân Sở.
Năm 597 TCN, Sở Trang vương lại mang quân vây nước Trịnh. Trịnh Tương công cầu cứu nước Tấn. Tấn Cảnh công phong Tuân Lâm Phủ làm Trung Quân tướng (tức Chánh khanh) cùng Sĩ Hội, Khước Khắc, Loan Thư, Tiên Hộc, Hàn Quyết mang quân cứu Trịnh.
Quân Tấn đi chậm, khi đến nơi thì Trịnh Tương công đã phải ra hàng và ăn thề với Sở Trang vương. Tuân Lâm Phủ định quay về, Tiên Hộc đề nghị tiến quân giao chiến. Tuân Lâm Phủ lệnh cho toàn quân qua sông Hoàng Hà.
Trịnh Tương công đã hàng Sở nên phải mang quân phối hợp với Sở cùng đánh Tấn. Hai bên giao chiến ở đất Bật. Các tướng Tấn tranh cãi, Tuân Lâm Phủ muốn rút quân, nhưng Tiên Cốc đòi quyết chiến. Ngụy Kĩ và Triệu Chiên xin đi hòa đàm với Sở, Tuân Lâm Phủ đồng ý nhưng rồi nhận ra 2 người này thuộc phe chủ chiến, vội phái Tuân Oanh đuổi theo gọi bọn họ trở lại.
Ngụy Kĩ và Triệu Chiên chọc giận quân Sở rồi bỏ trốn, lính tuần tiễu Sở trông thấy cánh quân của Tuân Oanh, thì cho là quân Tấn đến đánh, Sở Trang vương bèn đem quân công kích, bắt Tuân Oanh.
Quân Tấn bỏ chạy, sang đến bờ bắc Hoàng Hà. Em ông là Tuân Thủ đưa thân binh xông vào quân Sở, bắn chết tướng Sở là Tương Lão cùng công tử Cốc Thần.
Về đến Giáng đô, Tuân Lâm Phủ xin chịu tội chết vì thua trận. Tấn Cảnh công định chấp nhận thì Sĩ Hội can nên để Tuân Lâm Phủ sống để báo thù nước Sở. Tấn Cảnh công nghe theo.
Năm 594 TCN, Tấn Cảnh công sai Tuân Lâm Phủ cùng Sĩ Hội đem quân đánh tộc Xích Đich, tiêu diệt Xích Địch, sáp nhập vào lãnh thổ nước Tấn.

## Qua đời
Năm 593 TCN, Tuân Lâm Phủ mất. Con ông là Tuân Canh lên kế tập.